# Watertransportmaatschappij Rijn-Kennemerland

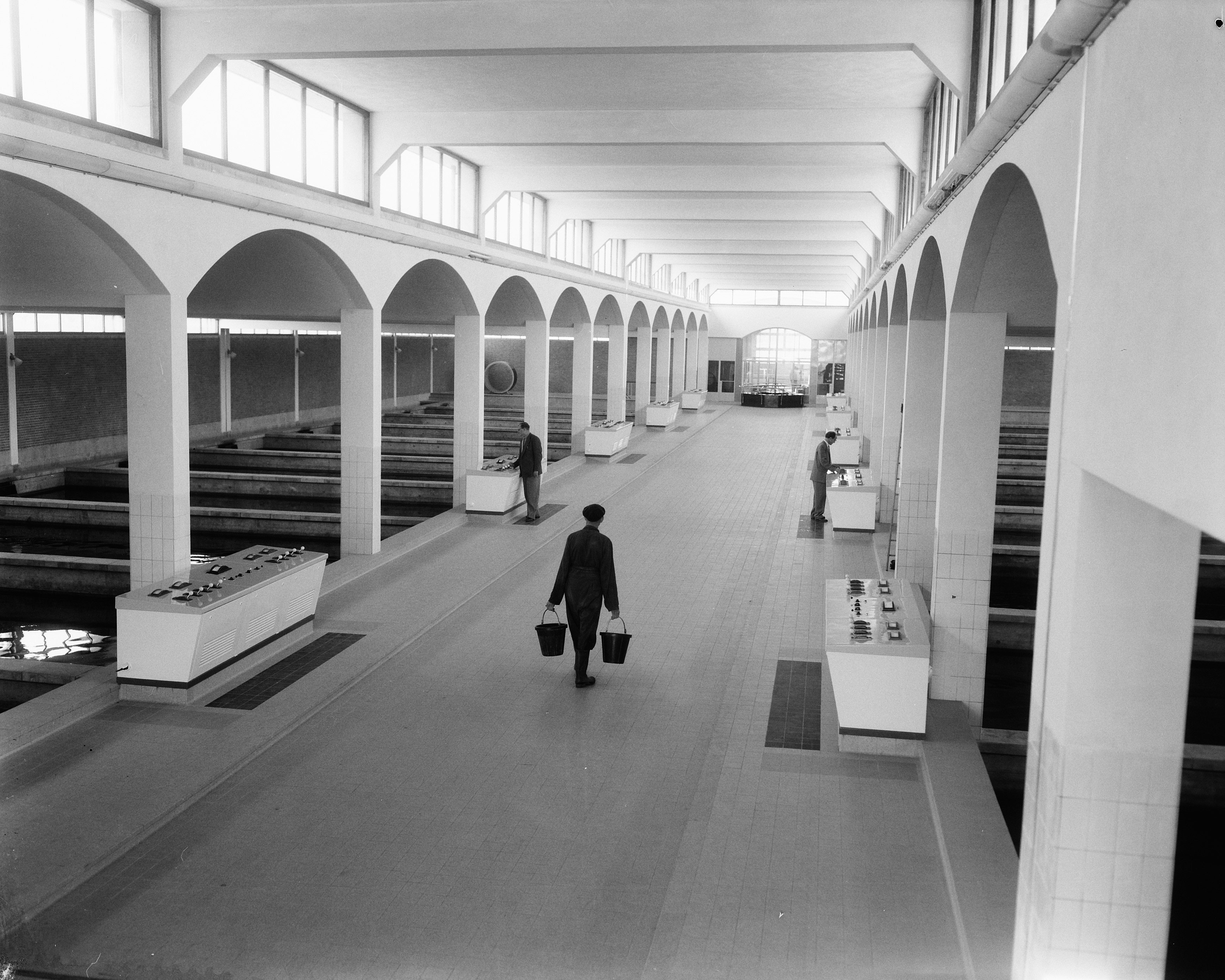
Pompstation/filtergebouw bij Jutphaas in 1957

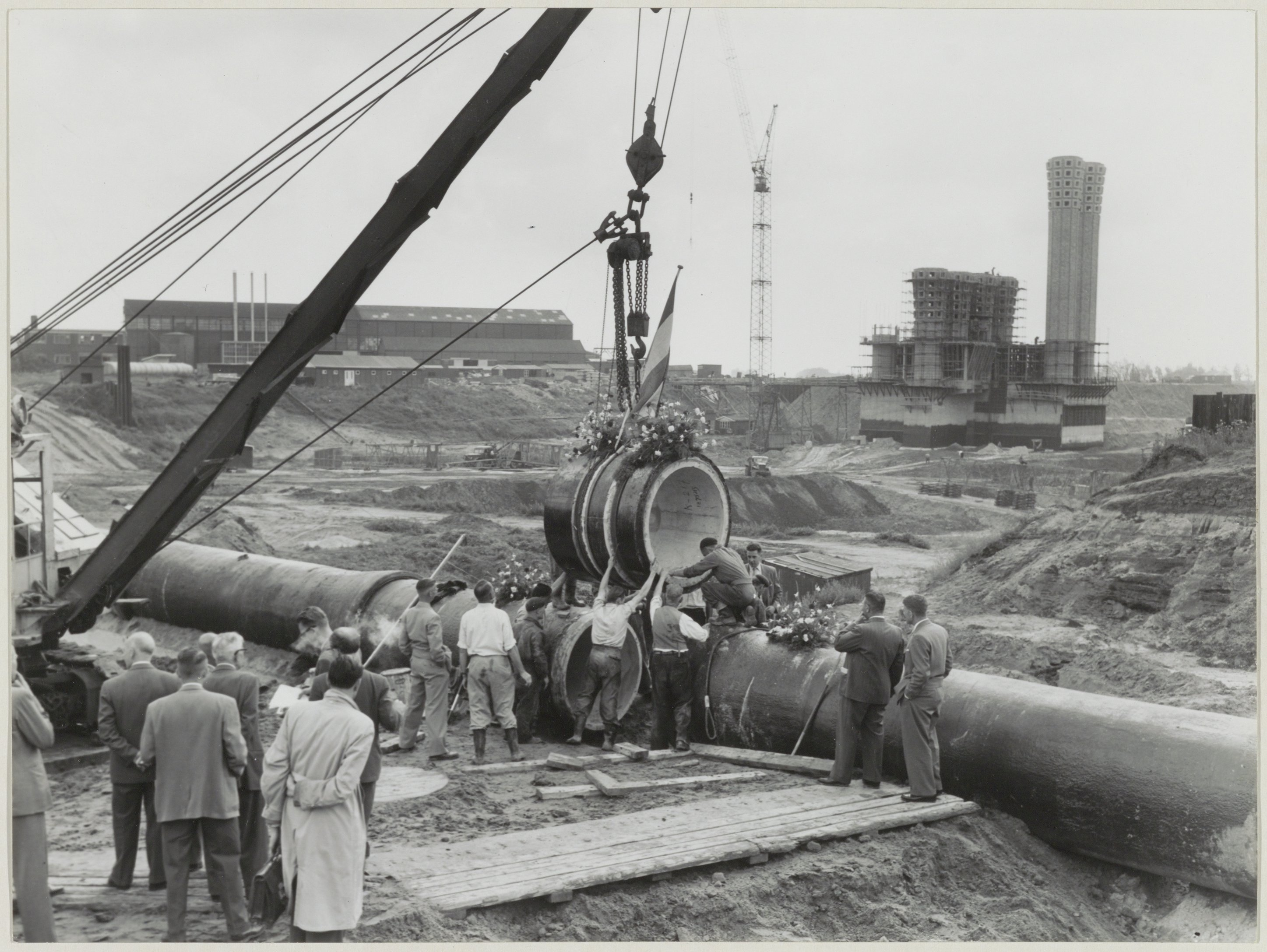
De plaatsing van het laatste stuk van de buisleiding IN 1957 bij het Noordzeekanaal.

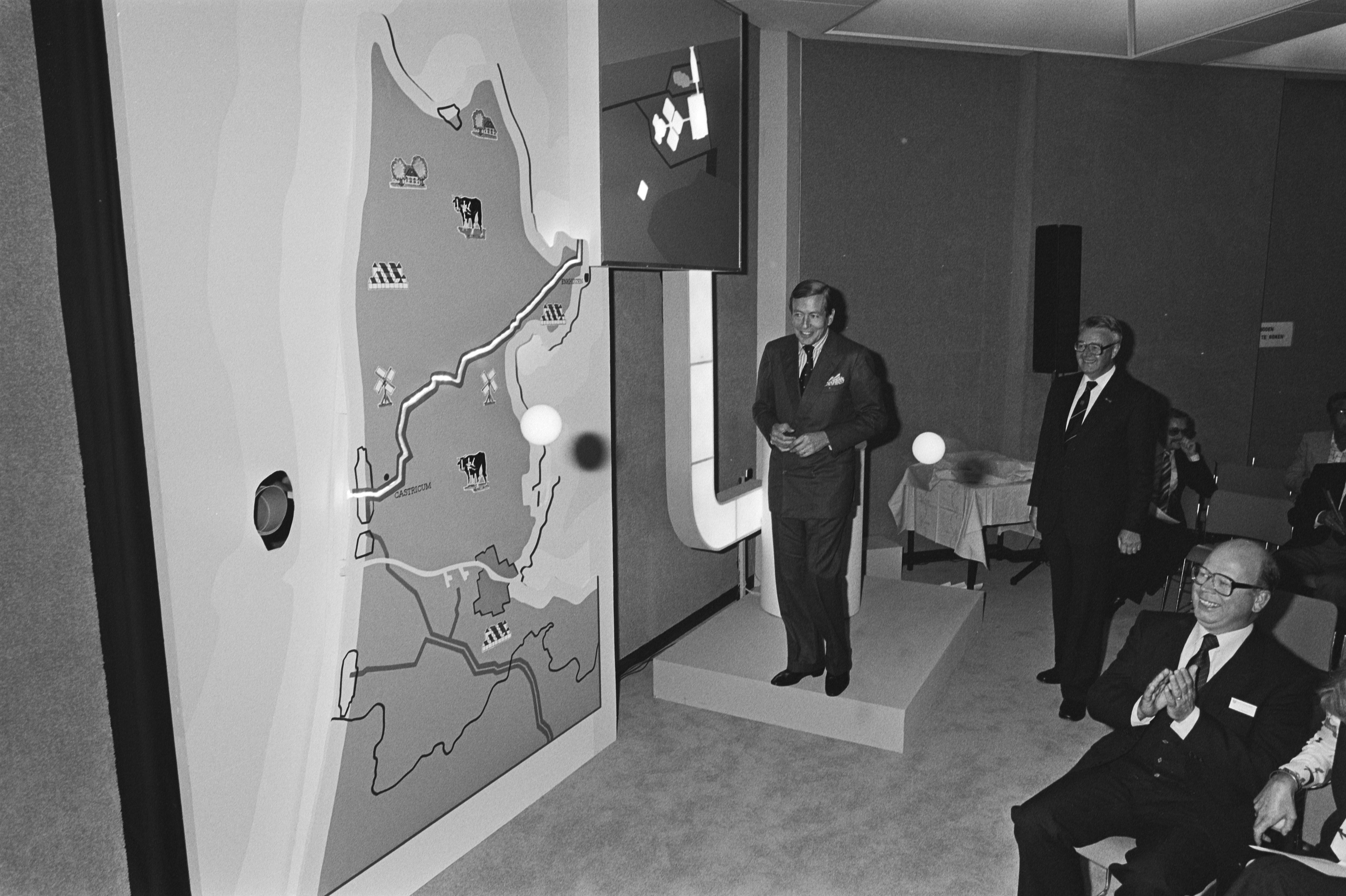
Prins Claus bij een kaart met het leidingnet tijdens de ingebruikname van WRK-III

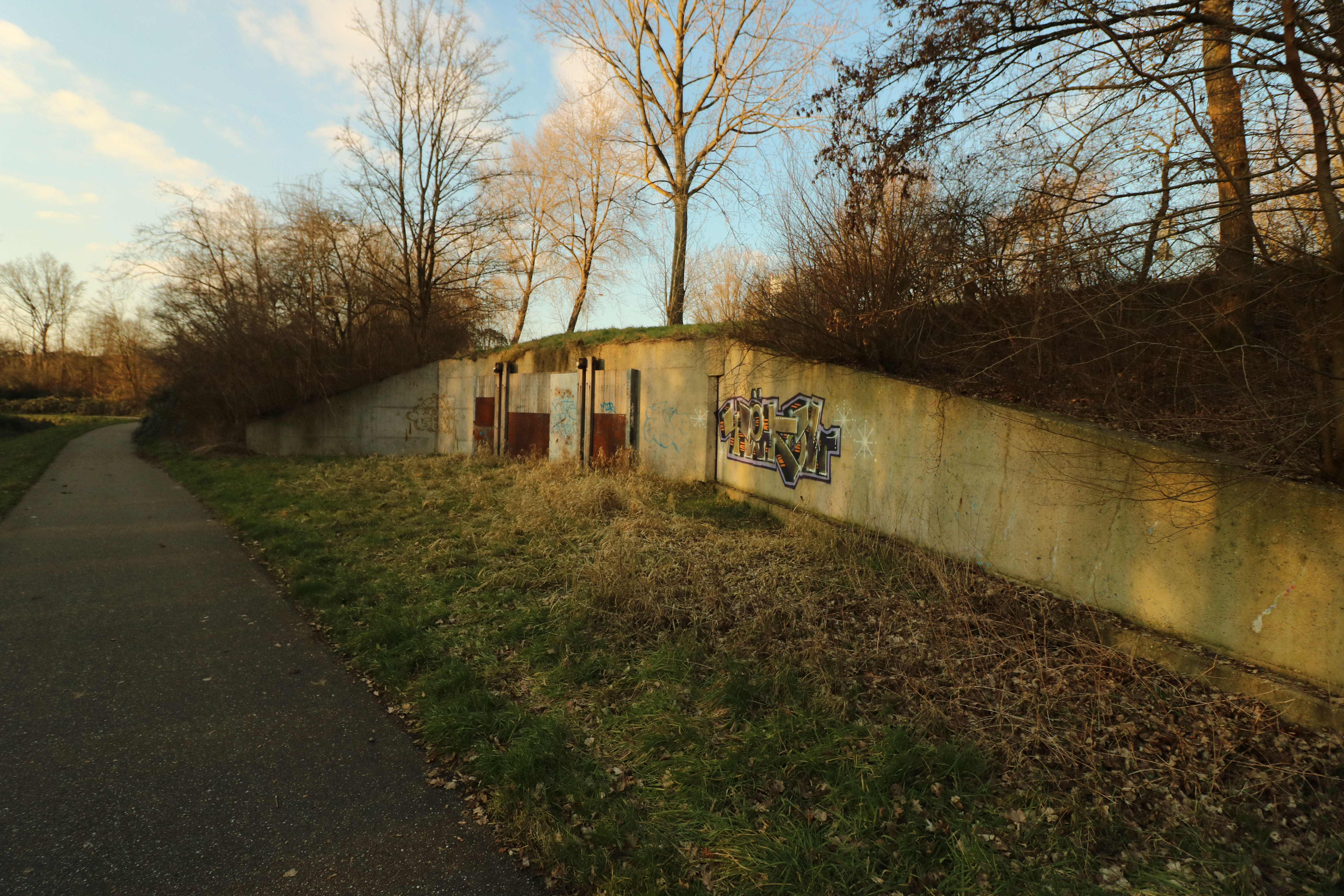
Onderdoorgang voor de Watertransportleiding Rijn-Kennemerland onder de Taludweg/Utrechtsestraatweg in Nieuwegein

De N.V. Watertransportmaatschappij Rijn-Kennemerland (WRK) is een nutsbedrijf in de Nederlandse provincie Noord-Holland dat water uit de Lek en het IJsselmeer voorzuivert en doorlevert aan waterleidingbedrijven en industrie. Het bedrijf is thans nog slechts een 'administratieve' N.V. die in stand wordt gehouden om leveringscontracten te blijven uitvoeren; de uitvoerende werkzaamheden zijn geïntegreerd in PWN Waterleidingbedrijf Noord-Holland en Waternet.

## Geschiedenis
WRK is in 1952 opgericht door de provincie Noord-Holland en de gemeente Amsterdam. Beide partijen hadden elk 50% van de aandelen in handen. Doel van de WRK is om water uit de Lek voor te zuiveren, en te transporteren naar de waterleidingduinen van het toenmalige Provinciaal Waterleidingbedrijf Noord-Holland (PWN) en de Gemeentewaterleidingen Amsterdam (GW), waar het water werd geïnfiltreerd. De toenemende vraag naar schoon drinkwater leidde er namelijk in de jaren 30 en 40 toe dat er meer water werd onttrokken aan de duinen dan door neerslag werd aangevuld, met verdroging en verzilting tot gevolg.
In 1957 waren het waterwinstation bij Jutphaas (nu Nieuwegein) en de leiding naar de Noord-Hollandse duinen gereed. Omdat het water ondanks de voorzuivering nog redelijk voedselrijk was, leidde dit wel tot een verandering van de flora in de duinen. Gaandeweg werden echter de zuiveringstechnieken verbeterd. In de jaren 60 werd een tweede waterwinstation (eveneens bij Jutphaas) met pijpleiding aangelegd (WRK-II), gevolgd door het waterwinstation Prinses Juliana in Andijk (WRK-III) in 1968. Dit laatste waterwinstation levert niet alleen water voor infiltratie in de duinen, maar kan ook het voorgezuiverde IJsselmeerwater verder zuiveren tot drinkwater dat aan het PWN werd doorgeleverd.
| Pijplijn | Startpunt | Route                                                                                 | Lengte       | Diameter  |
| -------- | --------- | ------------------------------------------------------------------------------------- | ------------ | --------- |
| WRK I    | Jutphaas  | Amsterdamse Waterleidingduinen -> Hoogovens -> Noordhollands Duinreservaat            | 54 kilometer | 1x 1500mm |
| WRK II   | Jutphaas  | Vijfhuizen -> splitsing Amsterdamse Waterleidingduinen en Noordhollands Duinreservaat | 54 kilometer | 2x 1200mm |
| WRK III  | Andijk    |                                                                                       | 70 kilometer | 2x 1400mm |

Naast de levering aan PWN en GW werd en wordt ook proceswater geleverd aan Tata Steel en Crown van Gelder in IJmuiden.

## Huidige situatie
In 2003 werden de uitvoerende activiteiten van de N.V. WRK ondergebracht bij PWN en Waternet (als opvolger van de Gemeentewaterleidingen Amsterdam). De N.V. Watertransportmaatschappij Rijn-Kennemerland bleef achter als 'administratieve' N.V. om leveringscontracten te blijven uitvoeren. De provincie Noord-Holland en de gemeente Amsterdam hebben in 2014 hun aandelen overgedragen aan respectievelijk PWN en de Stichting Aandelen WRK (ieder 50%). 
Het dagelijks bestuur ligt bij Waternet en PWN en de directeuren van Waternet en PWN vormen de directie van de WRK. PWN en Waternet zijn samen met Tata en Crown Van Gelder de klanten, of contractanten, van WRK. Alle kosten die WRK maakt worden via een verdeelsleutel jaarlijks aan de contractanten doorberekend. De vennootschap maakt derhalve in principe geen winst of verlies. De vennootschap heeft geen eigen personeel in dienst. In 2016 werd 155,3 miljoen m³ water geleverd. In 2010 bedroeg de totale omzet aan waterleveringen zo'n EUR 31 miljoen, waarvan ongeveer de helft aan PWN.